# Venturi (azienda)
La Venturi, precedentemente nota come Venturi Automobiles e originariamente come MVS, è una casa automobilistica monegasca, specializzata nella produzione di automobili elettriche. Fondata dagli ingegneri francesi Claude Poiraud e Gérard Godfroy nel 1984 a Couëron, in Francia, si è inizialmente dedicata alla produzione di automobili sportive. Nel 2001, dopo aver dichiarato bancarotta, l'azienda è stata acquistata dall'imprenditore monegasco Gildo Pallanca Pastor, che ha spostato la sede legale nel Principato di Monaco e ha scelto di riconvertire la produzione per sviluppare esclusivamente automobili elettriche. Attualmente non produce nessuna vettura, ma compete nel campionato di Formula E con delle monoposto col marchio Maserati

## Storia

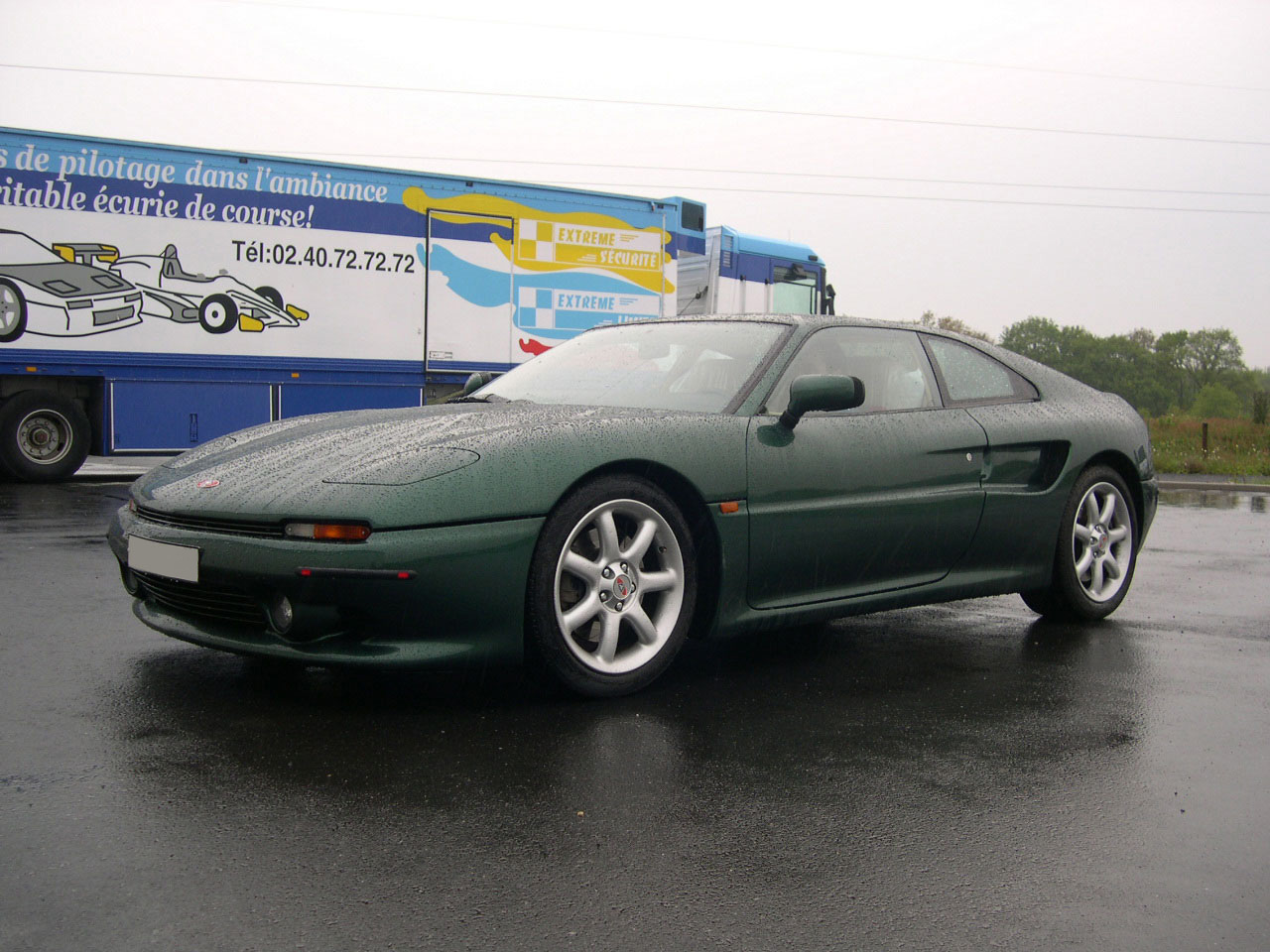
Una Venturi 300 Atlantique Biturbo

La Venturi nacque inizialmente con il nome di MVS (Manufacture de Voitures de Sport). Relativamente poco nota, la produzione della Venturi è sempre stata orientata sulla produzione di berlinette a motore centrale, solitamente motori PRV, mentre per quanto riguardava la trasmissione, si orientavano spesso su componenti Renault. A volte, dalle berlinette chiuse venivano derivate delle versioni aperte.
La Venturi voleva essere la risposta francese alle Ferrari ma ebbe scarso successo; in effetti i modelli proposti dalla Venturi mostravano diverse affinità stilistiche con le vetture di Maranello. In realtà, alla fine dei conti, la Venturi non riuscì ad impensierire granché la rivale di riferimento, non solo da un punto di vista tecnico e tecnologico ma anche commerciale: i suoi modelli furono venduti in poche decine di esemplari ognuno.

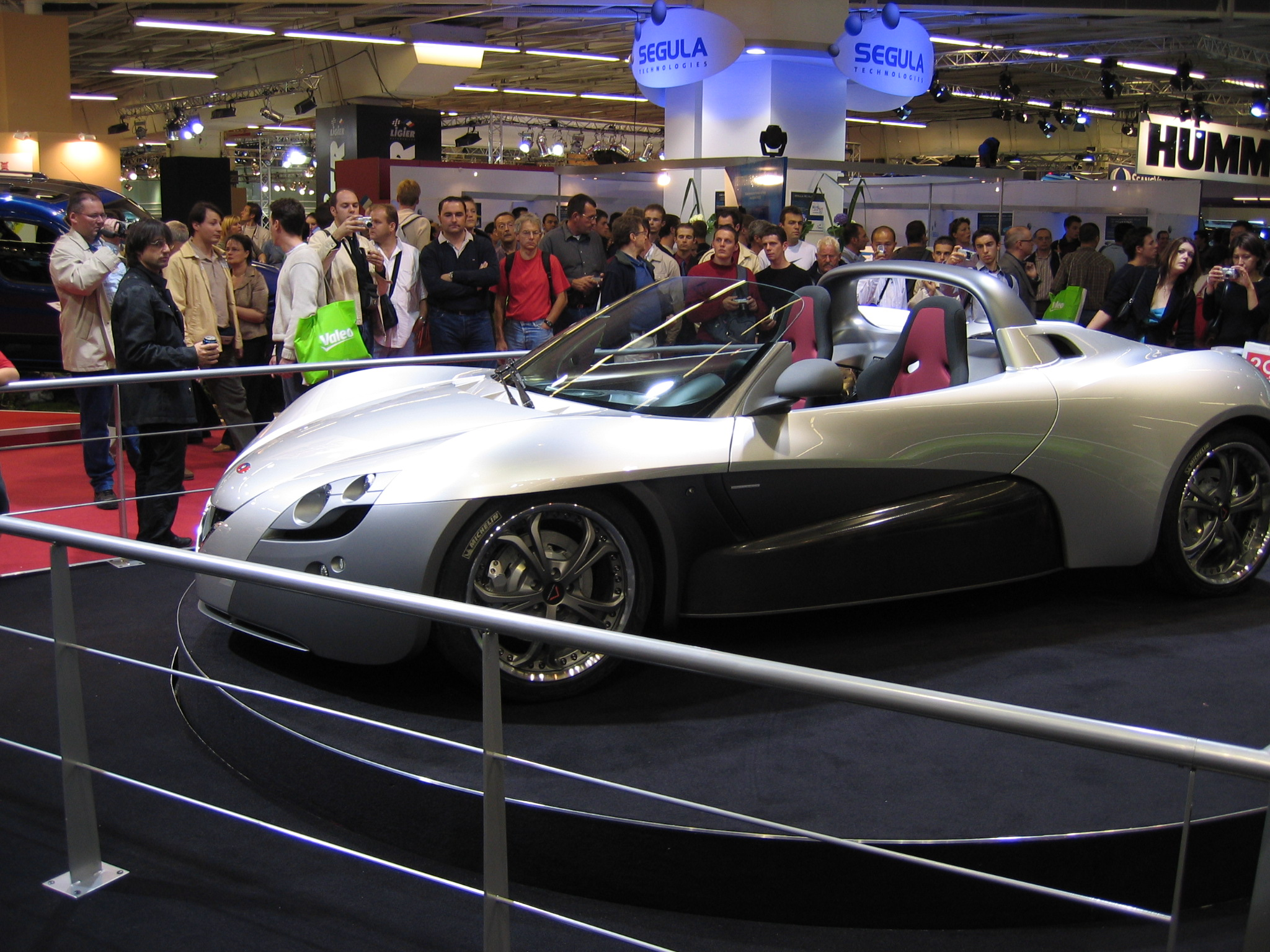
Una Venturi Fetish

Negli anni 1991 e 1992 si è affacciata anche al mondo della Formula 1 acquisendo la comproprietà del team Larrousse, rivendendone però le quote dopo due anni di partecipazioni senza risultati particolarmente brillanti.
Già dopo pochi anni di vita, la Casa cominciò a soffrire gli scarsi dati di vendita e nel 1996 fu acquisita da una società thailandese. Ma la situazione non cambiò granché, e nel 2000 la Venturi fu posta in liquidazione. Fu riacquisita nel 2001 da un magnate monegasco di origini italiane, appassionato di automobili classiche e sportive. La casa automobilistica quindi venne trasferita a Monaco e risulta a tutti gli effetti monegasca; Venturi quindi da azienda diventa un marchio della Gildo Pallanca Pastor.
Negli anni successivi, visti gli insuccessi nella produzione di auto sportive il marchio viene utilizzato per commercializzare automobili sperimentali dotate di motori alternativi, in particolar modo quelli elettrici, ma sempre caratterizzati da linee sportive. Modelli recentemente realizzati sono la Fetish, la Ecletic e la Astrolab. Non si hanno informazioni sull'effettiva produzione di questi modelli che al momento della loro presentazione erano puramente allo stadio di concept car; anche per l'assenza di un reale stabilimento produttivo. A tale pro nel 2010 è stata comunicata l'acquisizione della casa motociclistica, la Voxan che era stata messa in liquidazione dal tribunale. la sua ultima concept car prodotta prende completamente le distanze da quanto era rimasto di sportivo nel marchio, si tratta infatti di una piccola buggy, ma non è ancora chiaro il suo futuro produttivo. Dal 2014 partecipa al campionato di Formula E, per la prima stagione con il motore fornito dalla federazione e successivamente con un motore costruito in proprio.

### L'avventura aerospaziale
Nell'aprile 2022, sulla scia del successo di alcuni progetti come quello della Antarctica, Venturi ha annunciato l'intenzione di entrare nel settore aerospaziale. Tramite le sue due sussidiarie Venturi Lab, con sede in Svizzera, e Venturi Astrolab, con sede negli Stati Uniti, ha avviato la progettazione di un rover destinato ad essere utilizzato sulla Luna. Il veicolo è stato denominato FLEX, acronimo di Flexible Logistics and Exploration.
Il 31 marzo 2023 Venturi ha annunciato che la sua controllata Venturi Astrolab aveva raggiunto un accordo con SpaceX, società di proprietà di Elon Musk, per la fornitura del rover FLEX, che verrà inviato sulla Luna entro il 2026.
Il 19 giugno 2023, al Salone internazionale dell'aeronautica e dello spazio di Parigi-Le Bourget, Venturi ha presentato la ruota lunare progettata da Venturi Lab per il rover FLEX. Composta da 192 cavi, è stata descritta come iper-deformabile, in modo tale da mantenere le sue funzionalità anche alle temperature estreme del polo sud lunare.
Il 3 aprile 2024 Venturi Astrolab ha vinto un contratto con la NASA per fornire il rover FLEX nell'ambito del programma Artemis. Nello specifico il FLEX è uno dei tre veicoli selezionati per la missione Artemis 5, prevista per il 2030.

## Le vetture prodotte

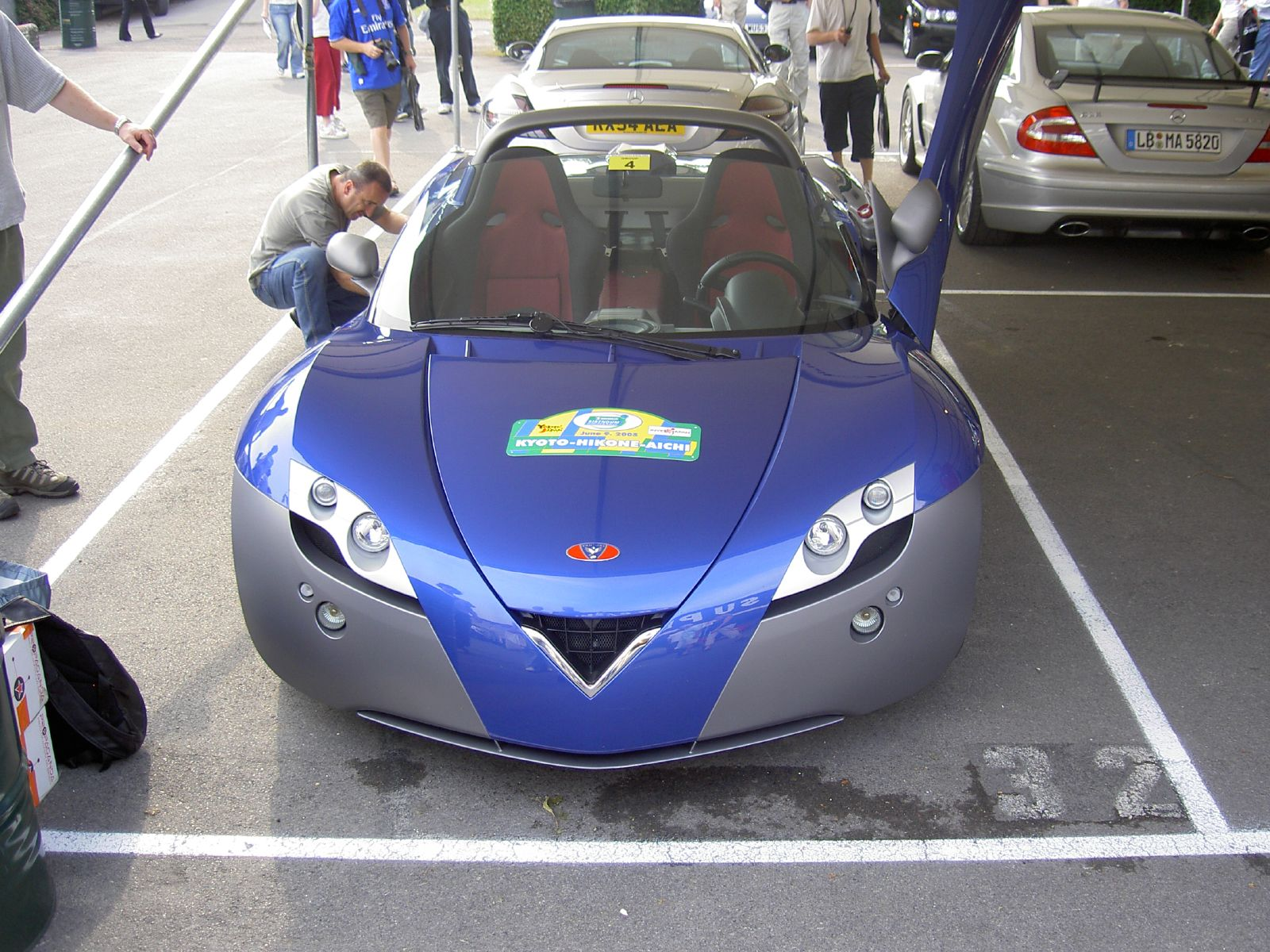
Venturi Fétish, vista frontale

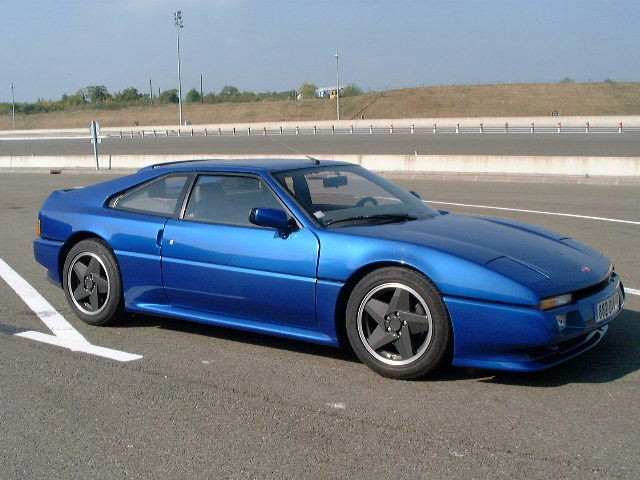
Una Venturi 260

I primi due modelli prodotti dalla Venturi, la 200 Coupé e la 200 Spider, erano l'uno la versione spider dell'altra. Montavano inizialmente un 6 cilindri da 2458 cm³ in grado di erogare 200 CV di potenza massima. Più tardi, nel 1989, la vettura ricevette un nuovo motore un PRV da 2849 cm³ da 260 CV. In tale configurazione, la vettura, denominata 260, era offerta sia con catalizzatore sia senza. Tali modelli furono tolti di produzione nel 1996.
Nonostante il non felice esito commerciale dei modelli della Venturi, vale la pena però di ricordarne altri: la 400GT, per esempio, può essere considerata una delle migliori sportive francesi del dopoguerra: derivata da un modello concepito espressamente per le competizioni sportive, la 400 Trophy, la 400 GT ne riprendeva la meccanica, ossia un PRV V6 da 2975 cm³ sovralimentato mediante un doppio turbocompressore ed in grado di sviluppare 408 CV di potenza massima. Raggiungeva la velocità massima di 300 km/h. La scocca è realizzata con in un composito ultraleggero di Kevlar e materiale epossidico. Il telaio è dotato di quadrilateri deformabili, barra stabilizzatrice all'avantreno e al retrotreno e schema multi-link avanzato. È dotata di servosterzo (unico ausilio alla guida). La gommatura anteriore è di 235/40, mentre la posteriore è 295/35. I cerchi sono in magnesio da 18 pollici. I dischi dei freni sono in carbonio. Fu prodotta in soli 15 esemplari (più 73 esemplari di 400 Trophy) dal 1994 al 1996.
Sullo stesso pianale della 400 GT nacque la 300 Atlantique, erede della 260 e presentata quindi nello stesso anno in cui quest'ultima uscì di produzione. Montava lo stesso motore della 400 GT, ma in versione aspirata, ed in grado di erogare 281 CV. La velocità massima era di 280 km/h. Fu prodotta fino al 1998 in soli 57 esemplari.
Nel 1999 vide la luce la 300 Atlantique Biturbo, equipaggiata con un nuovo V6, non più PRV, ma un ES9 sviluppato congiuntamente da Peugeot e Renault, della cilindrata di 2946 cm³ e sovralimentato da due turbocompressori a bassa pressione, in modo da ridurre i ritardi di risposta dovuti al turbo-lag. La potenza, così, non era molto elevata rispetto al tipo di motore, solo 310 CV, ma sicuramente garantiva una maggior prontezza. La scocca è in vetroresina. Il telaio è dotato di quadrilateri deformabili, barra stabilizzatrice all'avantreno e al retrotreno e schema multi-link avanzato. È dotata di servosterzo (unico ausilio alla guida). Ha pneumatici anteriori 205/50 e posteriori 255/40, con cerchi in lega da 17 pollici. I dischi dei freni sono in acciaio e sono autoventilati. Questo modello fu prodotto fino al 2000 in 13 esemplari.

## Attività sportiva
Nel 1992 la società è entrata in Formula 1 acquistando il 65% delle quote della Larrousse, scuderia impegnata nel campionato fin dal 1987. La monoposto presentata per la stagione 1992, denominata LC92, nonostante fosse marchiata Venturi, era stata progettata dagli ingegneri della Larrousse ed era equipaggiata con motori di origine Lamborghini. Guidate da Bertrand Gachot e Ukyo Katayama, le monoposto francesi si sono segnalate per i numerosi problemi meccanici, che le hanno costrette più volte al ritiro; l'unico piazzamento a punti è stato un sesto posto al Gran Premio di Monaco. Al termine della stagione la Venturi ha venduto le sue quote della scuderia al gruppo Comstock, abbandonando così la Formula 1 dopo una sola stagione di partecipazione.
Nel 2013 la società ha annunciato l'iscrizione alla stagione inaugurale della Formula E, campionato dedicato a monoposto equipaggiate esclusivamente con motori elettrici. Alla guida delle due vetture sono stati ingaggiati Nick Heidfeld e Stéphane Sarrazin. Il miglior posizionamento ottenuto è stato un terzo posto all'E-Prix di Mosca. A partire dalla stagione successiva la Venturi ha iniziato a produrre i propri motori per la Formula E. Nel 2015-2016 e nel 2017 la scuderia riesce ad ottenere qualche podio, ma le sue vetture non si dimostrano mai sufficientemente competitive per poter ambire alla vittoria finale del campionato. Il 30 novembre 2017 la Venturi ha annunciato di aver stretto un accordo con la HWA, scuderia tedesca che sarebbe diventata il team ufficiale Mercedes-Benz a partire dalla stagione 2019-2020. Nello specifico la HWA ha iniziato a fornire supporto tecnico alla Venturi per prepararsi all'ingresso nel campionato; questo ha inoltre permesso alla scuderia monegasca di ingaggiare i piloti ufficiali Mercedes-Benz Edoardo Mortara e Maro Engel. Nella stagione 2018-2019 la HWA si è iscritta al campionato per continuare la sua preparazione all'ingresso della Mercedes, utilizzando motori Venturi. Nel corso di questa stagione la scuderia ha ottenuto la sua prima vittoria nel campionato all'E-Prix di Hong Kong. Al termine della stagione la Venturi ha terminato la produzione di motori per diventare scuderia cliente della Mercedes, con l'obiettivo di migliorare la competitività delle sue vetture. L'11 dicembre 2020 è stata annunciata la vendita del reparto corse ad un gruppo di investitori statunitense. Ciononostante il nome Venturi rimarrà in griglia fino alla fine della stagione 2021-2022, quanto la scuderia verrà rinominata Monaco Sports Group e diventerà il nuovo team ufficiale Maserati.

## Venturi Global Challenges
A partire dal 2009 Venturi ha lanciato una serie di iniziative umane e tecnologiche con l'obiettivo di dimostrare l'affidabilità e l'efficienza dei veicoli elettrici in condizioni estreme. Attraverso le Global Challenges l'azienda ha testato le sue tecnologie in condizioni straordinarie nelle regioni più remote del pianeta, come velocità estreme, condizioni meteorologiche proibitive e terreni impervi. Nell'ambito di queste sfide, Venturi ha ottenuto diversi record e primati a partire dal 2009. La maggior parte delle Venturi Global Challenges sono ispirate a imprese automobilistiche del XX secolo.

### Missione 01:Jamais contente

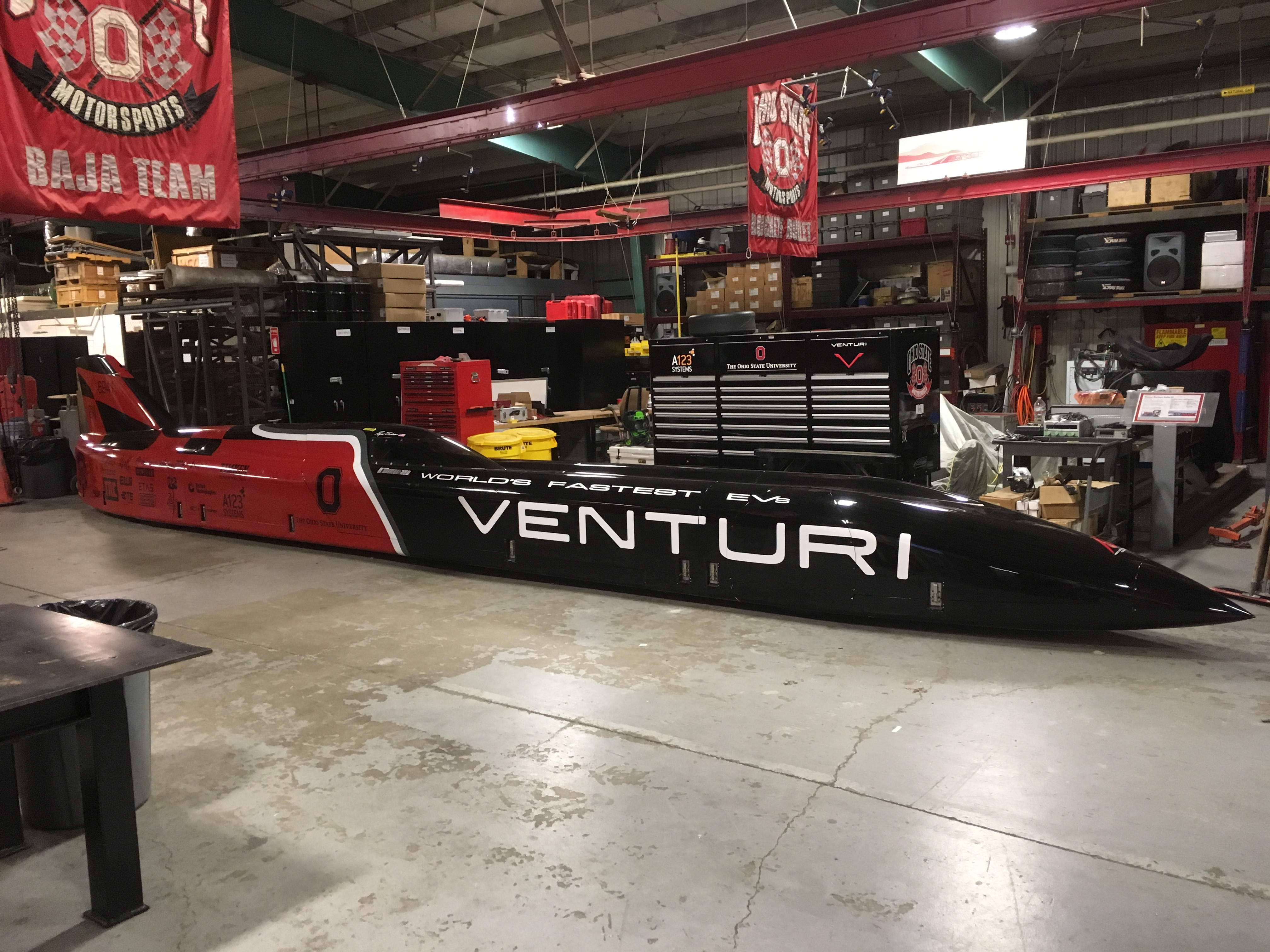
Venturi VBB-3

La missione 01: Jamais contente è un programma lanciato nel 2009 in collaborazione con l'Università statale dell'Ohio. L'obiettivo è quello di realizzare il record di velocità per un veicolo elettrico nel leggendario deserto salato di Bonneville. La missione prende il nome dalla Jamais Contente, un'auto elettrica che nel 1899, guidata da Camille Jenatzy, ha raggiunto la velocità di 105 km/h, diventando la prima autovettura nella storia a superare i 100 km/h. Nell'ambito di questa sfida l'azienda monegasca ha costruito diversi prototipi denominati VBB, acronimo di Venturi Buckeye Bullet, la scuderia automobilistica composta da studenti e ricercatori dell'Università statale dell'Ohio che ha contribuito a svilupparli.
Nel 2009 la VBB-2, una versione alimentata da una cella a combustione a idrogeno, ha raggiunto i 487 km/h (303 mph). L'anno successivo la VBB-2.5, una versione aggiornata della VBB-2 equipaggiata con un pacco di batterie elettriche, ha raggiunto i 495 km/h (307 mph). Nel 2016, infine, la VBB-3, la versione più avanzata del veicolo capace di erogare 2.200 kW (3.000 CV), ha raggiunto i 549 km/h (341 mph). Questo record, che è stato omologato dalla FIA, rimane tuttora imbattuto. Tutti i prototipi sono stati guidati da Roger Schroer, pilota professionista, istruttore di guida e collaudatore presso l'Università statale dell'Ohio che, grazie al record stabilito è diventato una delle 60 persone nella storia a superare le 300 mph (482,8 km/h).

### Missione 02: da Shanghai a Parigi

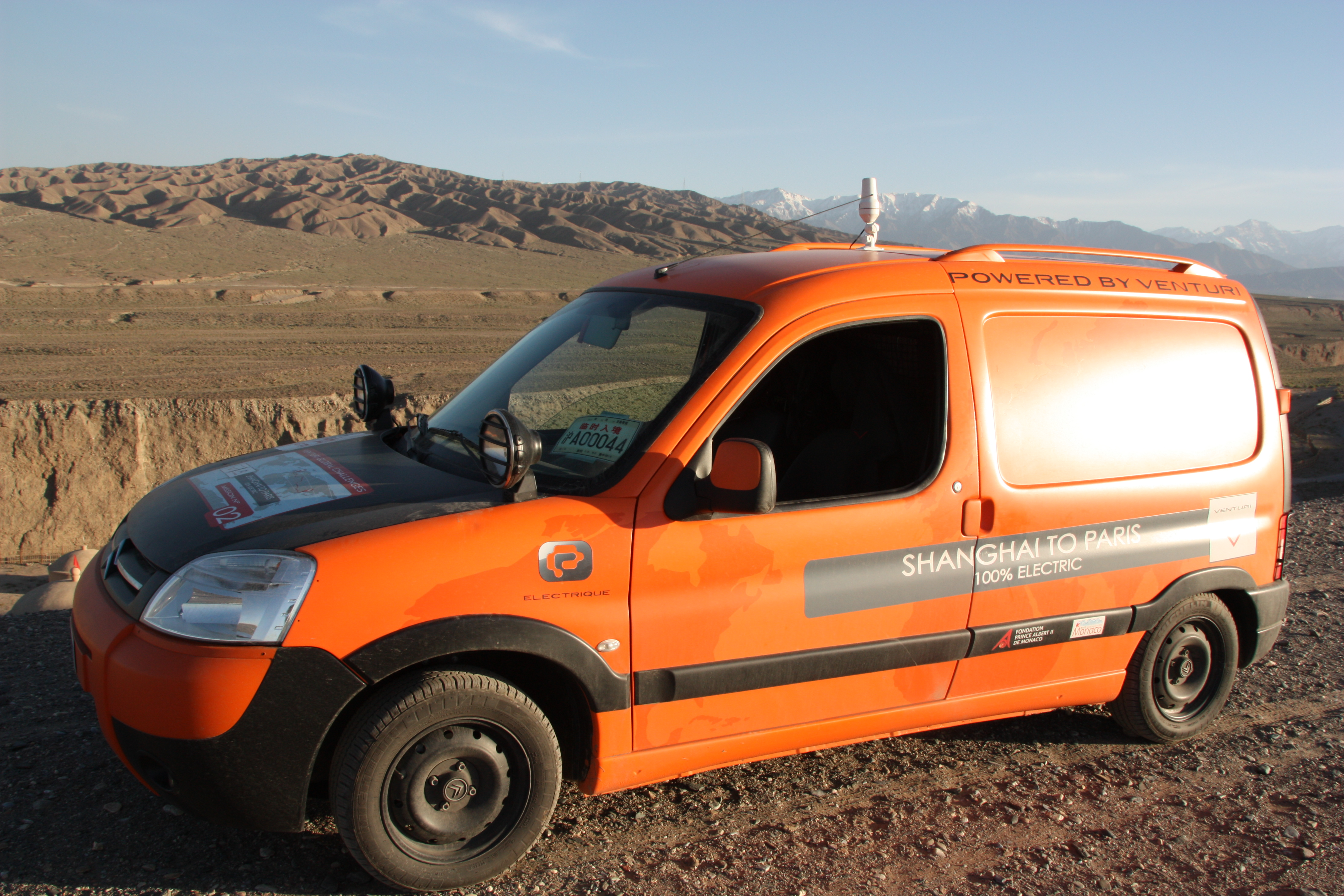
Missione 02

La missione 02 è ispirata alla "Crociera Gialla", una spedizione organizzata dalla Citroën nel 1931 per pubblicizzare il semicingolato P17. Durante questa traversata i veicoli francesi, partiti da Beirut, hanno attraversato tutta l'Asia fino ad arrivare a Pechino. Per compiere la missione, Venturi ha scelto un Citroën Berlingo, che è stato modificato dall'azienda monegasca con due pacchi di batterie aggiuntivi per raggiungere l'autonomia di 500 km. Partita il 3 maggio 2010 da Shanghai, la vettura, guidata da Xavier Chevrin e Géraldine Gabin, ha attraversato 8 paesi per un totale di 14.900 km, arrivando a Parigi il 13 luglio. Nello specifico il veicolo ha attraversato Cina, Kazakistan, Russia, Polonia, Repubblica Ceca, Germania e Francia, coprendo distanze di circa 300/400 km. Durante il viaggio, l'equipaggio ha dovuto attraversare deserti e passi di montagna fino a 3.000 metri di altitudine, stabilendo il primato per la distanza più lunga coperta da un veicolo elettrico senza assistenza.

### Missione 03: Antartide

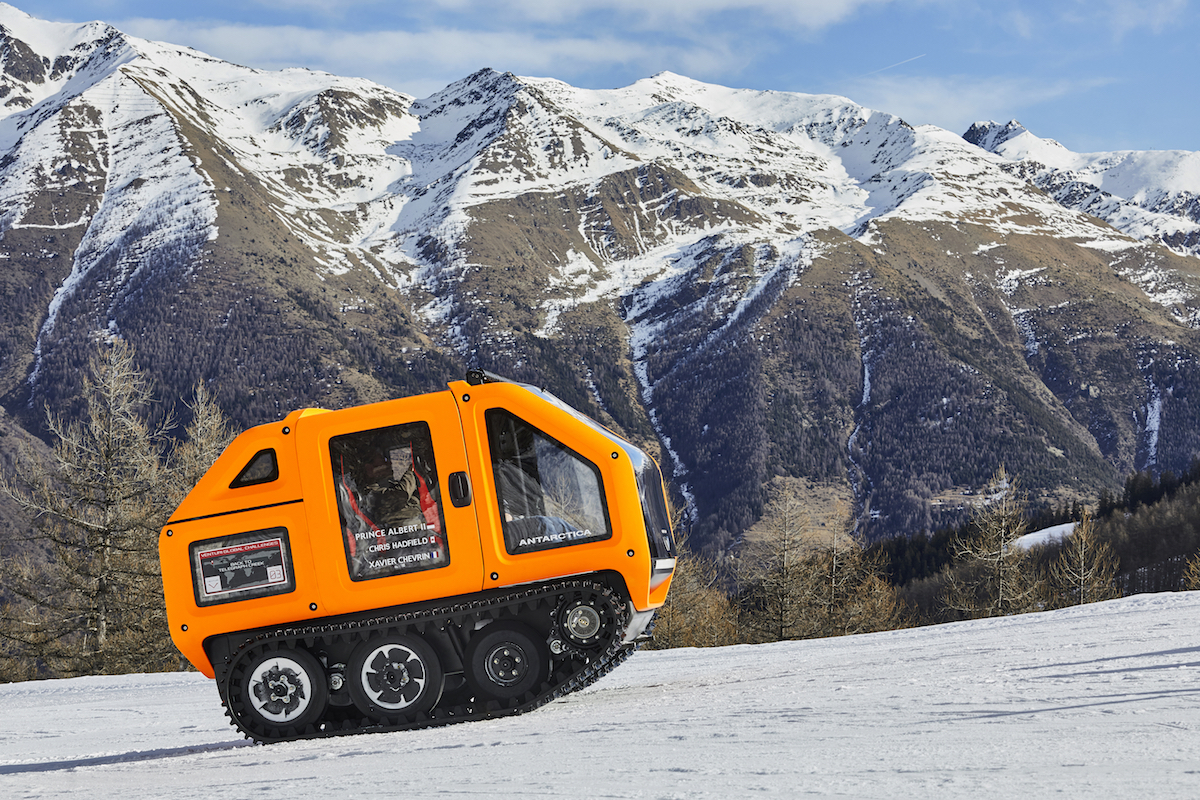
Venturi Antarctica

La missione 03 consiste nello sviluppo della Antarctica, un veicolo elettrico cingolato capace di attraversare i terreni innevati a temperature fino a -50 °C. L'obiettivo, una volta terminata la missione, è quello di avviare la produzione della Antarctica per renderlo disponibile alle comunità scientifiche dell'Antartide. In caso di successo sarebbe il primo veicolo di questo genere a zero emissioni. Equipaggiata con due motori da 60 kW ciascuno, la Antarctica pesa circa due tonnellate e può trasportare fino a tre persone, oltre a bagagli e attrezzature. Ha un'autonomia di 50 km e una velocità massima di 25 km/h.
Nel 2019 la Antarctica ha percorso 42 km a temperature di -30 °C nella Columbia Britannica, in Canada. L'obiettivo della spedizione era quello di testare il veicolo a temperature simili a quelle del polo sud. Questa missione è ispirata alla "Crociera Bianca", una spedizione organizzata dalla Citroën nel 1934 che avrebbe dovuto attraversare tutto il Canada settentrionale. Quest'ultima, tuttavia, si concluse con un fallimento a causa dei terreni troppo impervi e delle condizioni climatiche disastrose. A bordo della Antarctica c'era un equipaggio composto dal principe Alberto II di Monaco, dall'astronauta canadese Chris Hadfield e da Xavier Chevrin, già protagonista della missione 02 e della missione 04. Il prossimo obiettivo è quello di portare il veicolo in Antartide entro la fine del 2020.

### Missione 04: Africa

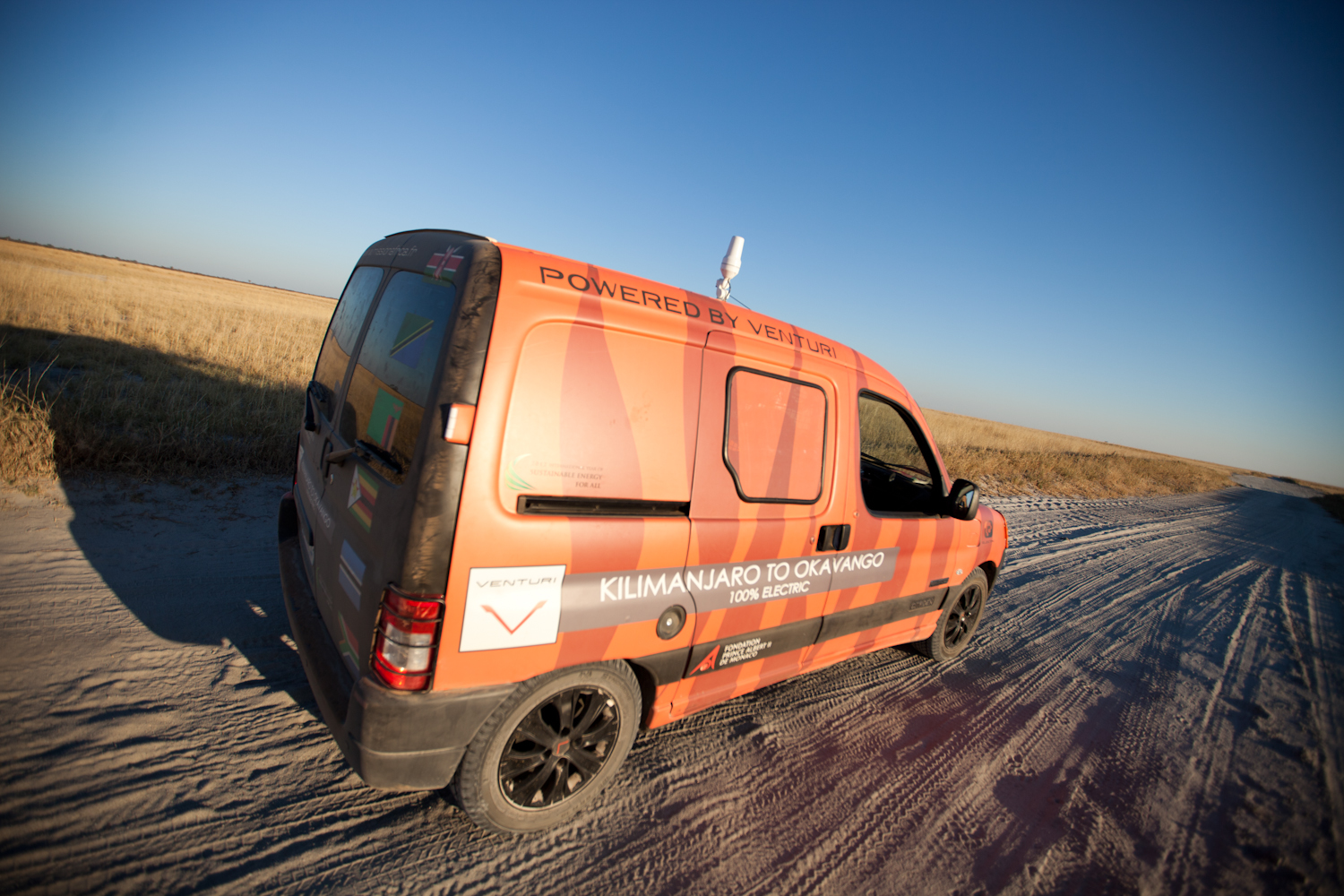
Missione 04

La missione 04 è ispirata alla "Crociera Nera", una spedizione organizzata dalla Citroën nel 1924. Durante la traversata i veicoli francesi, partiti da Béchar, in Algeria, hanno attraversato tutta l'Africa fino ad arrivare ad Antananarivo, in Mozambico, dopo aver percorso circa 20.000 km. Come nella missione 02, anche per la missione 04 la vettura scelta è stata una Citroën Berlingo modificata da Venturi. Partito da Nairobi, in Kenya, l'11 maggio 2012, l'equipaggio composto da Xavier Chevrin e Vivien Floris ha percorso circa 5.800 km senza assistenza, fino ad arrivare a Johannesburg, in Sudafrica, il 18 giugno. Durante la spedizione la vettura è stata ricaricata circa 40 volte utilizzando esclusivamente l'aiuto dei locali. La missione 04, inoltre, coincide con il primo attraversamento dell'Africa da parte di un veicolo elettrico senza assistenza.

### Missione 05: Salar de Uyuni
Nel luglio 2021 Venturi si dirigerà nel deserto di sale di Salar de Uyuni, in Bolivia, dove si tenterà di stabilire il nuovo record di velocità per una motocicletta elettrica. Per compiere questa missione è stato costruito un prototipo derivato dalla Voxan Wattman progettato dal designer Sacha Lakic. Il record del mondo di velocità per una motocicletta elettrica è attualmente detenuto da Ryuji Tsuruta, che, a bordo di una Mobitec EV-02A ha raggiunto i 329,085 km/h.
Per guidare il prototipo è stato scelto il motociclista professionista italiano Max Biaggi, che già nel 1994 aveva già stabilito il record di velocità con una motocicletta elettrica (164,2 km/h a bordo di una Fazi Egraf). Tra i suoi principali successi, Biaggi può vantare quattro titoli mondiali nella classe 250 del motomondiale, due titoli mondiali Superbike e due secondi posti nella classe 500 del motomondiale. Nel corso della sua carriera ha inoltre ottenuto 111 vittorie e 56 pole position nelle varie categorie.

## Modelli
Le vetture prodotte sono sostanzialmente suddivisibili in 4 categorie: i modelli stradali (e le loro versioni decappottabili), i modelli da competizione e i modelli con sistema di propulsione alternativo/sperimentale. L'ultima categoria comprende tutti i modelli prodotti nel nuovo millennio, fatta eccezione per la GT3, l'unico modello appartenente alle altre categorie realizzato nel "nuovo corso" impartito dalla proprietà attuale. I modelli da competizione hanno preso parte a gare di tipo Gran Turismo, tranne la Larousse da Formula 1 e il prototipo Parigi-Dakar, mai utilizzato realmente.

### Modelli stradali

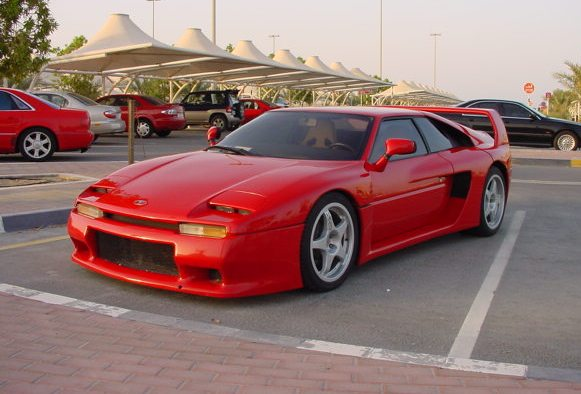
Una Venturi 400 GT

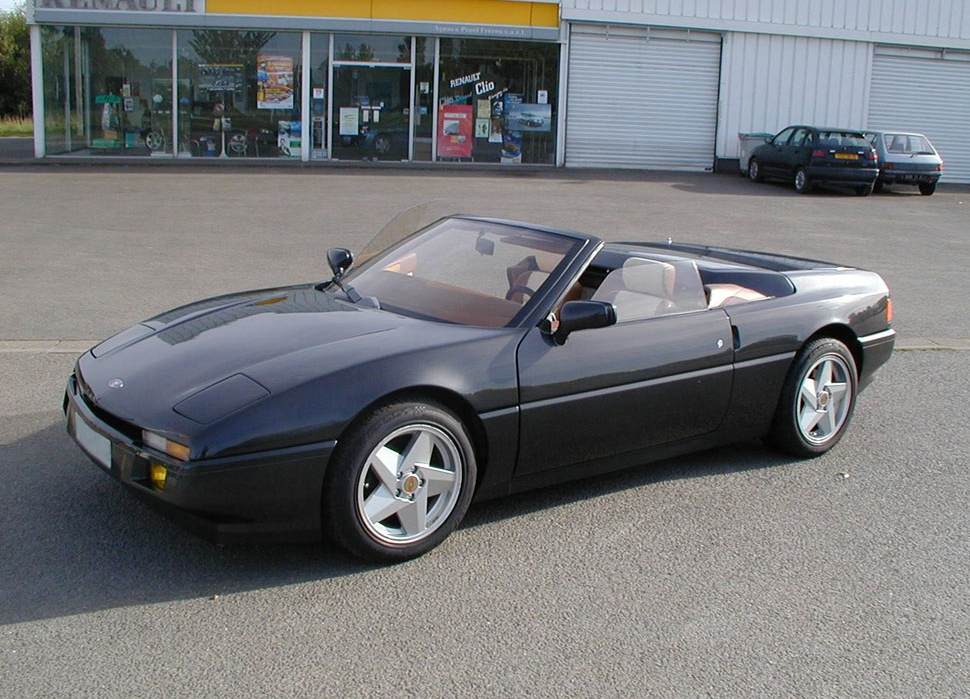
Una Venturi Transcup 210

- 111 Cup[3]
- 160 BVA
- 180
- 200
- 210
- 280 SPC
- 260 APC
- 260 Atlantique
- 260 LM
- 400 GT
- 300 Atlantique
- 300 Atlantique Bi-Turbo

### Modelli decappottabili
- 160 BVM Transcup
- 160 BVA Transcup
- 180 Transcup
- 200 Transcup
- 210 Transcup
- 260 Transcup

### Modelli da competizione

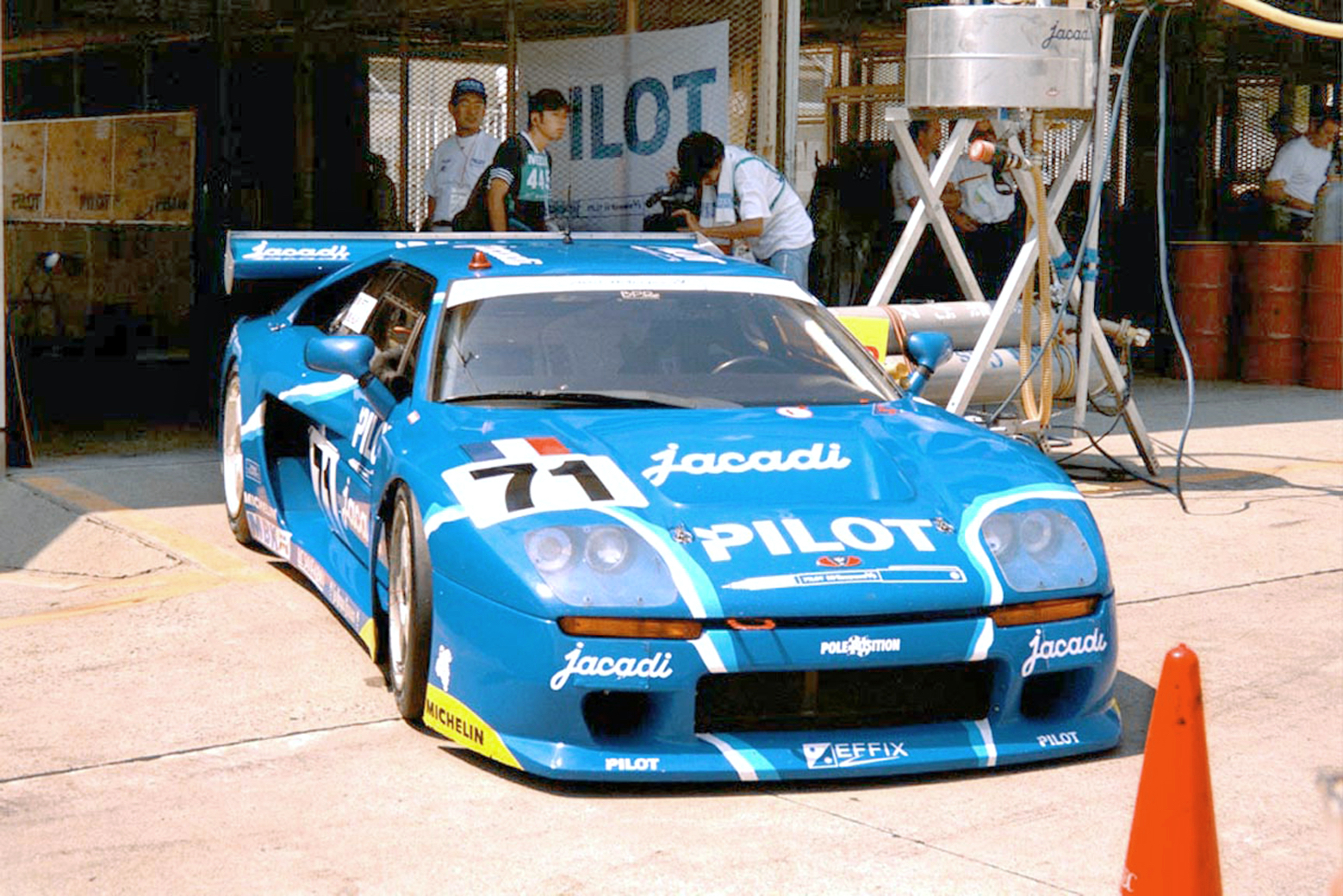
Una Venturi 600 LM ai box

- Parigi-Dakar (prototipo)
- Larousse F1
- Trophy
- 500 LM
- 600 LM
- 600 SLM
- 300 GTR
- Grand Prix (prototipo)
- GT3

### Modelli con sistema di propulsione alternativo

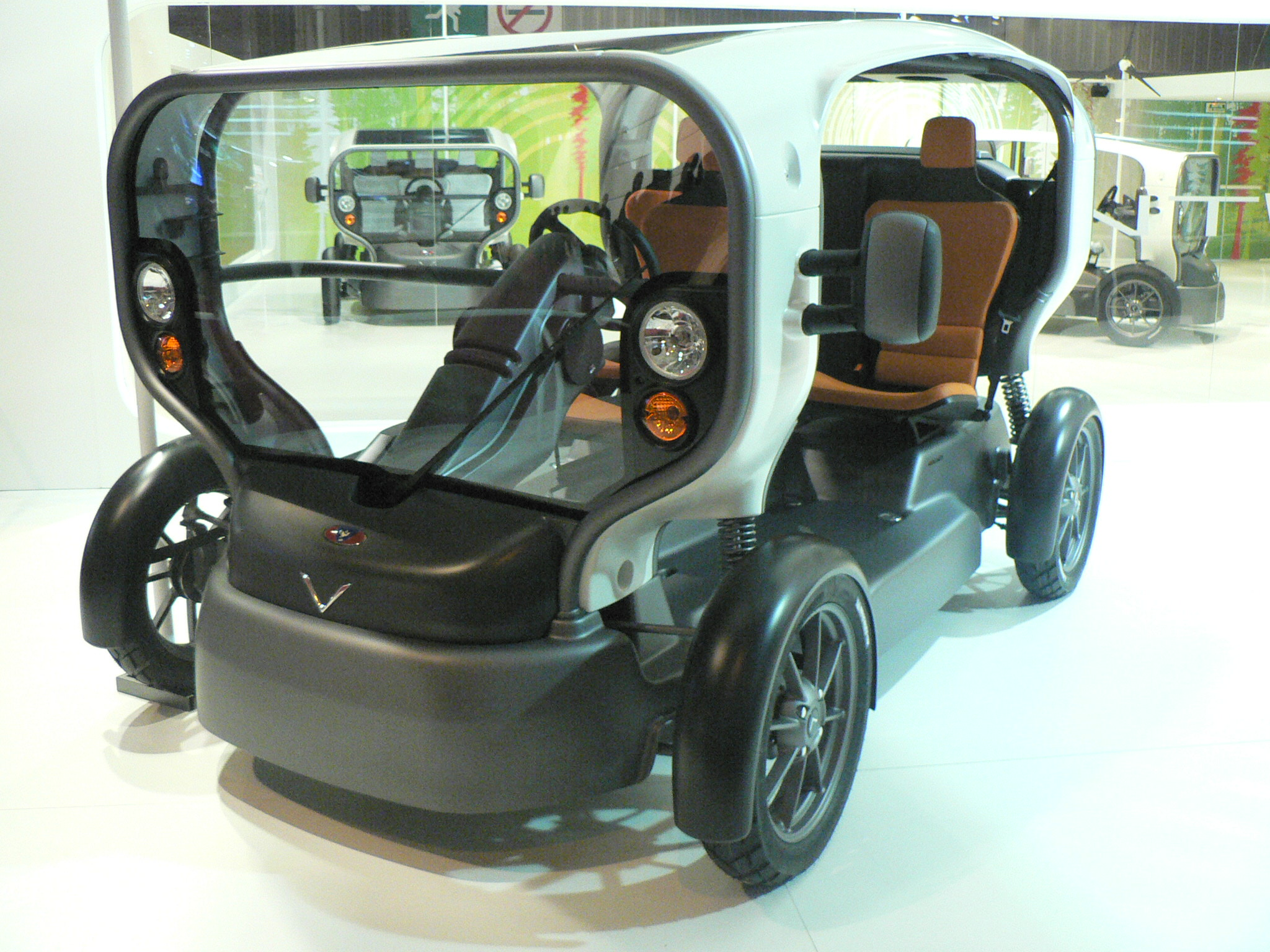
Una Venturi Eclectic prima versione

- Fetish
- Eclectic
- Astrolab
- Volage
- Eclectic 2.0
- Jamais Contente 2009
- Jamais Contente 2010
- Nuova Fetish
- America
- Antarctica
- Spark-Venturi VM200-FE-01